# اچ‌ام‌سی‌اس درامندویل (جی۲۵۳)
اچ‌ام‌سی‌اس درامندویل (جی۲۵۳) (به انگلیسی: HMCS Drummondville (J253)) یک کشتی بود که طول آن ۱۸۰ فوت (۵۴٫۹ متر) بود. این کشتی در سال ۱۹۴۱ ساخته شد.